# Alexandre Lee
Alexandre Dae Jin Lee (Mogi das Cruzes, 2 de septiembre de 1977) es un deportista brasileño que compitió en judo. Ganó una medalla de bronce en los Juegos Panamericanos de 2007 en la categoría de –60 kg.

## Palmarés internacional
| Juegos Panamericanos | Juegos Panamericanos    | Juegos Panamericanos | Juegos Panamericanos |
| Año                  | Lugar                   | Medalla              | Categoría            |
| -------------------- | ----------------------- | -------------------- | -------------------- |
| 2007                 | Río de Janeiro (Brasil) | Medalla de bronce    | –60 kg               |